# Lago di Melch
Il lago di Melch è un lago di montagna che dà il nome alla Melchsee-Frutt, piccola località di sport invernali nel canton Obvaldo sul territorio del comune di Kerns. È sbarrato da una diga costruita nel 1955 che alimenta la centrale elettrica Hugschwendi della Elektrizitätswerk Obwalden (EWO).
Durante l'estate è meta di pescatori. Durante l'inverno la superficie del lago gela.